# Moena
Moena település Olaszországban, Trento megyében, a Dolomitokban, a Fassa-völgyben. Lakosainak száma 2563 fő (2023. január 1.). Moena Falcade, San Giovanni di Fassa, Predazzo, Nova Levante, Primiero San Martino di Castrozza és Soraga di Fassa községekkel határos.

## Népesség
A település népességének változása:
| Lakosok száma | 2680 | 2622 | 2639 | 2563 |
|               | 2015 | 2017 | 2018 | 2023 |